# Crowded House (musikalbum)
Crowded House är det självbetitlade albumet av det australiska bandet Crowded House som gavs ut 1986. Singeln "Don't Dream It's Over" nådde i april 1987 andra plats på Billboard Hot 100.

## Låtförteckning
Alla låtar skrivna av Neil Finn där intet annat anges
1. "Mean to Me" – 3:15
2. "World Where You Live" – 3:07
3. "Now We're Getting Somewhere" – 4:09
4. "Don't Dream It's Over" – 4:03
5. "Love You 'Til the Day I Die" – 3:31
6. "Something So Strong" (Finn, Mitchell Froom) – 2:51
7. "Hole in the River" (Finn, Eddie Rayner) – 4:02
8. "Can't Carry On" – 3:57
9. "I Walk Away" – 3:06
10. "Tombstone" –3:30
11. "That's What I Call Love" (Finn, Paul Hester) – 3:39

## Medverkande
Musiker (Crowded House)
- Neil Finn – sång, gitarr, piano
- Nick Seymour – basgitarr
- Paul Hester – trummor, bakgrundssång

Bidragande musiker
- Tim Pierce – gitarr
- Jim Keltner – trummor (spår 3)
- Jerry Scheff – basgitarr (spår 3)
- Noel Crombie – bakgrundssång
- Jim Gilstrap – bakgrundssång
- Andy Milton – bakgrundssång
- Joe Satriani – bakgrundssång
- George Bermudez – percussion
- Heart Attack Horns – mässingblåsinstrument
- Mitchell Froom – keyboard

Produktion
- Mitchell Froom, Eddie Rayner – musikproducent
- Larry Hirsh, Steve Himelfarb, Tchad Blake, Dennis Kirk – ljudtekniker
- Michael Frondelli, Glen Golguin – ljudmix
- Wally Traugott – mastering
- John O'Brien, Nick Seymour – omslagsdesign, omslagskonst
- Dennis Keeley – foto